# زياد شعبو
زياد بركات شعبو لاعب كرة قدم سوري لعب لعدة اندية في سوريا اعتزل اللعب دوليا عام 2010 واعتزل نهائيا اوائل العام 2014 . كان يدرب نادي حطين السوري، أعلن استقالته من التدريب يوم السبت 11 نوفمبر.

## روابط خارجية
- زياد شعبو على موقع قاعدة بيانات كرة القدم.إي يو (الإنجليزية)
- زياد شعبو على موقع ناشيونال فوتبول تيمز (الإنجليزية)